# Spartanburg
Spartanburg és una població dels Estats Units a l'estat de Carolina del Sud. Segons el cens del 2000 tenia 39.673 habitants.

## Demografia
Segons el cens del 2000, Spartanburg tenia 39.673 habitants, 15.989 habitatges i 9.721 famílies. La densitat de població era de 799,9 habitants/km².
Dels 15.989 habitatges en un 28,9% hi vivien nens de menys de 18 anys, en un 34% hi vivien parelles casades, en un 23% dones solteres, i en un 39,2% no eren unitats familiars. En el 34% dels habitatges hi vivien persones soles el 13,2% de les quals corresponia a persones de 65 anys o més que vivien soles. El nombre mitjà de persones vivint en cada habitatge era de 2,33 i el nombre mitjà de persones que vivien en cada família era de 3.
Per edats la població es repartia de la següent manera: un 25,2% tenia menys de 18 anys, un 12,2% entre 18 i 24, un 26,6% entre 25 i 44, un 20,6% de 45 a 60 i un 15,4% 65 anys o més.
L'edat mediana era de 35 anys. Per cada 100 dones de 18 o més anys hi havia 73,9 homes.
Entorn del 19,4% de les famílies i el 23,3% de la població estaven per davall del llindar de pobresa.

## Poblacions més properes
El següent diagrama mostra les poblacions més properes.